# Saint-Hilaire-des-Landes
Saint-Hilaire-des-Landes è un comune francese di 1 005 abitanti situato nel dipartimento dell'Ille-et-Vilaine nella regione della Bretagna.
Il territorio comunale è bagnato dal fiume Minette.

## Società

### Evoluzione demografica
Abitanti censiti